# Église Saint-Maurice de Saint-Maurice (Val-de-Marne)
Pour les articles homonymes, voir Église Saint-Maurice.
L'église Saint-Maurice de Saint-Maurice est une église de confession catholique, dédiée à saint Maurice, située au no 59 rue du Maréchal-Leclerc dans la commune française de Saint-Maurice et le département du Val-de-Marne. C'est la plus ancienne église de la ville.

## Histoire
Une église se trouvait à cet emplacement au XIe siècle, et marquée au XIIe siècle comme dépendant du Chapitre de Saint-Marcel près Paris.
Elle aurait été reconstruite à la fin XVIIe siècle à 1703 par des religieuses du Val d'Osne.
Le cimetière qui l'entourait a été transféré en 1853 vers le nouveau cimetière de Saint-Maurice.

## Description
C'est un bâtiment en croix latine, fait de pierre de taille et de mœllons recouverts d'enduit. Le toit est couvert de tuiles plates et d'ardoise.
Le croisillon nord est occupé par la chapelle du Sacré-Cœur et le sud, par celle de la Sainte-Vierge.